# 喜欢你我也是 (第五季)
《喜欢你我也是》第五季，是爱奇艺製作的青年社交观察恋爱治愈系節目，於2024年5月22日起在爱奇艺播出，由张绍刚、黄奕、任家萱、刘些宁、刘宇、美娜等人组成的“肆意家族”主持，节目延续了第一至四季《喜欢你我也是》的基本模式，主軸以製作組尋找10位年輕男女在2024年2月起於「喜欢你小屋」（位於湖州）中合宿21天，並於其中彼此之間出現的信號進行推理愛情。若主持人猜測正確，則可獲得活力之源宝石一枚。

## 官方簡介
《喜歡你我也是 第五季》由愛奇藝出品的青年社交觀察戀愛治愈系綜藝。第五季以“肆意”为主题。

## 參與者
| 姓名     | 性別 | 職業                           | 出生年/入住時年滿/星座      | 身高/備註      |
| -------- | ---- | ------------------------------ | --------------------------- | -------------- |
| 孙恪杰   | 男   | TVC模特                        | 1990年（34岁）雙子座        |                |
| 庄圣哲   | 男   | 职业酒店经理人                 | 1999年6月1日（25岁）雙子座  |                |
| 林宗毅   | 男   | 医疗器械企业管培生             | 1999年2月20日（25岁）雙魚座 |                |
| 赵泽     | 男   | 某农文旅集团新媒体运营企划经理 | 1994年（29岁）射手座        | 第二集入住房客 |
| 赵奕萌   | 男   | 私募基金研究员/金融投资人      | 1997年（26岁）射手座        | 第二集入住房客 |
| 于雯     | 女   | 饰店品牌店主                   | 1999年7月23日（25岁）獅子座 |                |
| 王景蕴   | 女   | 外企市场部大区经理             | 1996年（27岁）處女座        |                |
| 刘师彤   | 女   | 医美机构投资人                 | 1996年（27岁) 射手座        | 第二集入住房客 |
| 赵梦洁   | 女   | 某家居生活方式品牌创始人       | 1993年（30岁）雙魚座        | 第二集入住房客 |
| 韓王泷泷 | 女   | 学生                           | 2001年（23岁）水瓶座        | 第四集入住房客 |

## 各集內容
| 集數 | 播放日期      | 主題             |
| ---- | ------------- | ---------------- |
| 1    | 2024年5月22日 | 听！行李箱的声音 |
| 2    | 2024年5月29日 | 听！打印机的声音 |
| 3    | 2024年6月5日  | 听！水花的声音   |
| 4    | 2024年6月12日 | 听！邀約鈴的声音 |
| 5    | 2024年6月19日 | 听！心跳的声音   |
| 6    | 2024年6月26日 | 听！心碎的声音   |
| 7    | 2024年7月3日  | 听！摩擦的声音   |
| 8    | 2024年7月10日 | 听！破碎的声音   |

## 外部連結
- 喜欢你我也是的新浪微博